# Palazzo Cappelli
Palazzo Cappelli è un edificio situato nel centro storico di Grosseto, in Toscana.
Il palazzo si affaccia lungo il lato orientale di corso Carducci, la principale via del centro storico, di fianco alla chiesa di San Pietro, all'angolo con il breve tratto di via Cairoli che immette verso piazza Baccarini.

## Storia
Sul fianco sinistro della chiesa di San Pietro, in angolo tra il corso principale e via Cairoli, si trovavano all'inizio del XX secolo alcuni bassi fabbricati di epoca settecentesca a uso di magazzini e stalle. L'area venne acquisita da Antonio Cappelli, canonico della cattedrale e influente personalità della società grossetana dell'epoca, il quale dispose l'edificazione del nuovo palazzo affinché divenisse la sua residenza.
L'edificio fu costruito nel 1903, su progetto dell'ingegnere Giuseppe Luciani, affiancato alla chiesa di San Pietro, sovrastandola e oscurandone il campanile retrostante.
Il palazzo è stato restaurato nel 2023.

## Descrizione

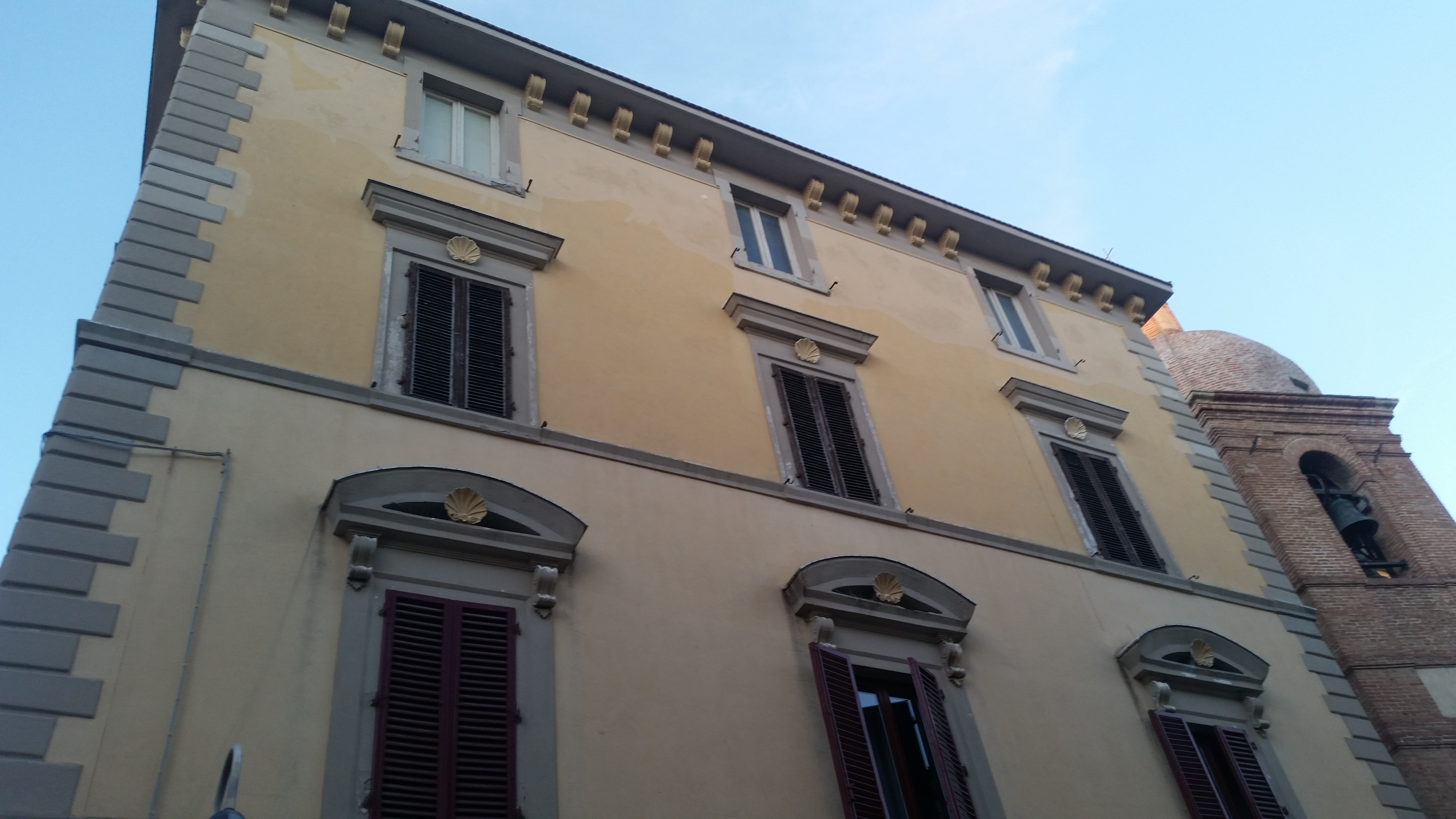
Particolare della facciata con il campanile di San Pietro sulla destra

Il palazzo si caratterizza per elementi stilistici di tipo neoclassico e si presenta a pianta trapezoidale, con il prospetto minore che si affaccia lungo il corso addossandosi sul lato sinistro al fianco laterale destro dell'edificio religioso; nell'insieme, si articola su quattro livelli, con un'ampia terrazza che si apre al primo livello sulla facciata posteriore attigua al campanile della chiesa. Il prospetto maggiore guarda su via Cairoli, verso la facciata laterale di palazzo Tognetti.
Al pian terreno vi sono una serie di ampi portali ad arco tondo e pareti esterne rivestite in bugnato; ai livelli superiori tale elemento decorativo si presenta solo agli angoli tra le varie facciate che, nel complesso, risultano intonacate. Le finestre che si aprono ai piani superiori si presentano di forma rettangolare, con architrave che costituisce la base per i timpani di forma triangolare e semicircolare, con motivo a conchiglia, presenti lungo l'intero primo piano.
Il tetto di copertura a quattro spioventi poggia su una serie di mensolette sporgenti dalla parte sommitale dell'intero fabbricato.